# 愛知ディオーネの選手一覧

本項目は、日本女子プロ野球機構の愛知ディオーネ（旧・兵庫ディオーネ）に所属していた選手の一覧。

## 引退・移籍した選手

### 引退・退団選手

#### あ
- 浅野桜子（2020）→阪神タイガース Women

#### い
- 石塚ちづる（2016）→引退
- 岩見香枝（2019）→退団

#### う
- 植村美奈子（2020）→阪神タイガース Women

#### え
- 江嶋あかり（2013）→戦力外
- 海老悠（2019）→退団

#### お
- 大山唯（2016）→引退（埼玉アストライアコーチ）
- 奥村奈未（2019）→退団
- 小原美南（2020）→退団

#### か
- 川口亜祐美（2016）→引退（兵庫ディオーネコーチ）
- 川畑亜沙美（2016）→引退
- 笠原優子（2018）→退団（社会人野球チーム「エイジェックSPORTS硬式野球部」選手）

#### き
- 金城妃呂（2020）→引退

#### く
- 久保夏葵（2019）→退団

#### こ
- 小宮志織（2013）→戦力外（丹波ガールズコーチ）

#### さ
- 佐伯千夏（2016）→引退
- 榊原梨奈（2019）→退団
- 笹生なつみ（2016）→引退
- 笹沼菜奈（2020）→退団
- 里綾実（2019）→退団
- 佐藤千尋（2019）→退団

#### し
- 白石美優（2020）→退団

#### た
- 田中幸夏（2014）→引退

#### ち
- ヂェン・チー（2019）→退団

#### つ
- 坪内瞳（2012）→引退

#### て
- 寺部歩美（2020）→引退

#### な
- 中川結麻（2013）→戦力外
- 中村香澄（2015）→退団

#### に
- 新原千恵（2013）→引退
- 西山小春（2020）→退団

#### の
- 野々村聡子（2011）→戦力外

#### は
- 萩原麻子（2011）→戦力外（日本女子プロ野球機構所属の育成選手）
- 坂東瑞紀（2020）→阪神タイガース Women

#### ふ
- 深澤美和（2011）→戦力外（至学館大学女子硬式野球部監督）

#### ほ
- 星川あかり（2020）→退団
- 堀田ありさ（2019）→退団

#### ま
- 前田桜茄（2019）→退団
- 松谷比菜乃（2019）→退団

#### み
- 三浦由美子（2019）→退団

#### む
- 村田詩歩（2016）→引退

#### も
- 森淳奈（2020途）→退団

#### り
- シェイ・リリーホワイト（2013）→退団

### 移籍選手

#### い
- 一尾星吏夏（2018）→埼玉アストライア

#### う
- 植村美奈子（2020）→愛知ディオーネ

#### お
- 太田あゆみ（2019）→埼玉アストライア
- 奥田実里（2012）→イースト・アストライア

#### か
- 川崎ひかる（2011）→大阪ブレイビーハニーズ
- 川保麻弥（2012）→イースト・アストライア

#### こ
- 小久保志乃（2010）→京都アストドリームス
- 小西美加（2011）→大阪ブレイビーハニーズ

#### さ
- 坂本友梨（2013）→ノース・レイア

#### た
- 滝澤彩（2011）→大阪ブレイビーハニーズ
- 田中碧（2011）→大阪ブレイビーハニーズ

#### な
- 中田友実（2018）→埼玉アストライア

#### は
- 橋本ひかり（2015）→京都フローラ(2016年に引退)[1]

#### ふ
- 古谷恵菜（2017）→京都フローラ

#### ほ
- 堀越美紀（2013）→ノース・レイア

#### ま
- 益田詩歩（2011）→大阪ブレイビーハニーズ
- 松永栞（2015）→埼玉アストライア
- 松本育代（2010）→京都アストドリームス

#### み
- みなみ（2018）→京都フローラ
- 宮原臣佳（2015）→埼玉アストライア→2017年にディオーネに復帰
- 御山真悠（2018）→埼玉アストライア

### 派遣選手
- 鎌田乃愛（2019）
- 黒長桃可（2019）
- 三上実穂（2019）
- 米田咲良（2019）
- 三浦柚恵（2020）
- 鈴木ちなみ（2020）
- 竹内聖賀（2020）
- 関桃子（2020）

### 退団した監督・コーチ
- 大倉三佳
- 森章剛
- 碇美穂子
- 大澤靖子
- 川口知哉